# باغ گلشن (طبس)
باغ گلشن مربوط به دوره زند - دوره قاجار است و در طبس واقع شده است. این اثر در تاریخ ۲۰ دی ۱۳۵۵ با شمارهٔ ثبت ۱۳۱۰ به‌عنوان یکی از آثار ملی ایران به ثبت رسیده است. این باغ باشکوه یکی از مهم‌ترین باغهای ایرانی به‌شمار می‌رود.

## پیشینه

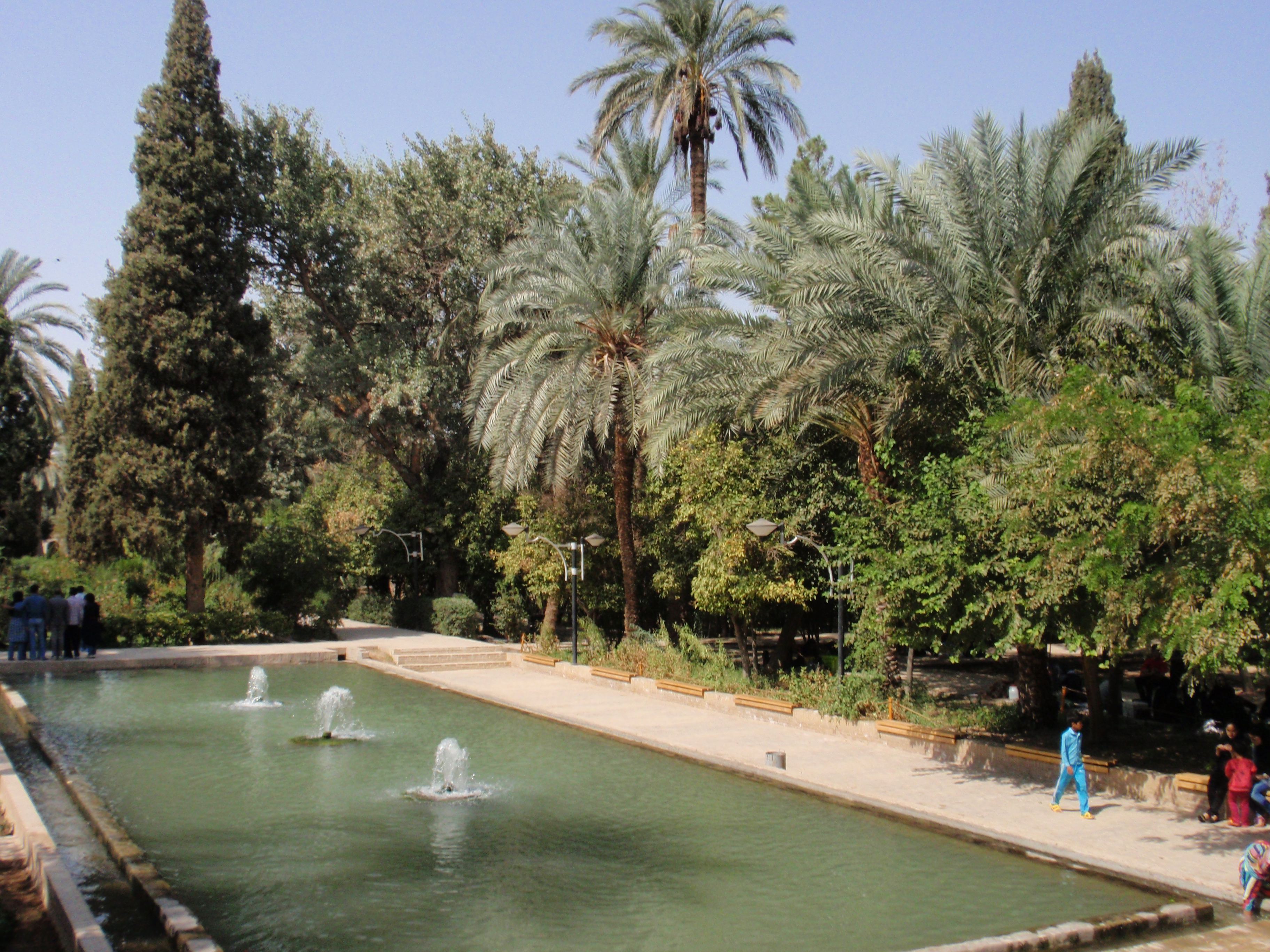
نمایی از درون باغ

باغ گلشن به وسیله میرحسن خان سومین (شیبانی)، از سلسله خان‌هایی که به وسیله نادرشاه به حکومت طبس منصوب شدند، ساخته شده است. باغ گلشن، خیابان باغ گلشن، میدان مرکزی شهر تا دروازه دشتغران وقف بر خلایق است که رفت و آمد کنند و هر ده سال یکبار باید وقف نامه امیرحسنخانی نوشته و با تأیید علمای طبس برسد.
در دومین شماره بخش باغ گردی پایگاه اینترنتی دیلی تلگراف، باغ گلشن طبس در زمره باغ‌های زیبای جهان قرار گرفت. باغ گلشن در منطقه‌ای واقع شده است که در میان دو کویر نمک زار ایران یعنی دشت لوت و دشت کویرقرار دارد، اما کیفیت معجزه آسای آب این منطقه، آبشارها و استخرهای طبیعی زیبایی را تشکیل داده‌اند که با چمنزارهای زیبا تزیین شده است. احساس واحه گونه این منطقه با وجود درختان قدیمی نخل، انار و مرکبات به همراه رایحه گلهای رز و ختمی تکمیل می‌شود. باغ گلشن طبس یکی از باغ‌های نادر ایرانی است که آب جاری دایمی در آن جریان دارد. درختان میوه بسیاری در این بنای تاریخی هشت هکتاری، طبیعت بی نظیری آفریده است. در این باغ گونه‌های مختلف گیاهان سازگار با اقلیم‌های متفاوت آب و هوایی مانند درخت چنار که خاص مناطق سردسیر است در کنار خرما که فقط در مناطق گرمسیری رشد می‌کند، وجود دارد.

## معماری
طراحی این باغ بر اساس نمونه چهارباغ است. معمار اولیه باغ، طبیعت سبز آن را با توجه به نوع درختان به صورت شطرنجی طراحی و کشت کرده است. جهانگردانی چون سون هدین سوئدی و آندره گدار فرانسوی که از طبس دیدن کرده‌اند، باغ گلشن را توصیف و از درختان خرما و مرکبات، سایه خنک نخل‌ها، نغمه زیبای آب روان جوی‌ها، چمن‌های میان دو جوی، زمزمه باد در میان درختان و فواره‌های متعدد که آب را مانند تحفه‌ای به آسمان می‌فرستند بسیار تعریف کرده‌اند. خانم گدار همسر آندره‌گدار معمار معروف فرانسوی، باغ گلشن را این چنین توصیف کرده است: «در این باغ حوضی بزرگ با فواره‌های متعدد وجود دارد که آب یعنی این ماده با ارزش را مانند تحفه‌ای به آسمان می‌فرستد…»
یک نکته منحصربه‌فرد در باغ گلشن که تنها در تاج محل هند مانند آن تکرار شده، این است که باغ به صورت مربع است، یعنی طول و عرض باغ با هم برابرند و خیابان‌های موازی، طول و عرض این باغ را به هم متصل می‌کنند. ساختمان سردرب باغ گلشن در زلزله ویرانگر شهریور ۵۷ طبس به کلی از بین رفت که اکنون همانند گذشته بازسازی شده است. باغ گلشن طبس در فصل بهار که یکی از جذاب‌ترین و دیدنی‌ترین جاذبه‌های شرق کشور و استان خراسان جنوبی به‌شمار می‌رود.

## نگارخانه

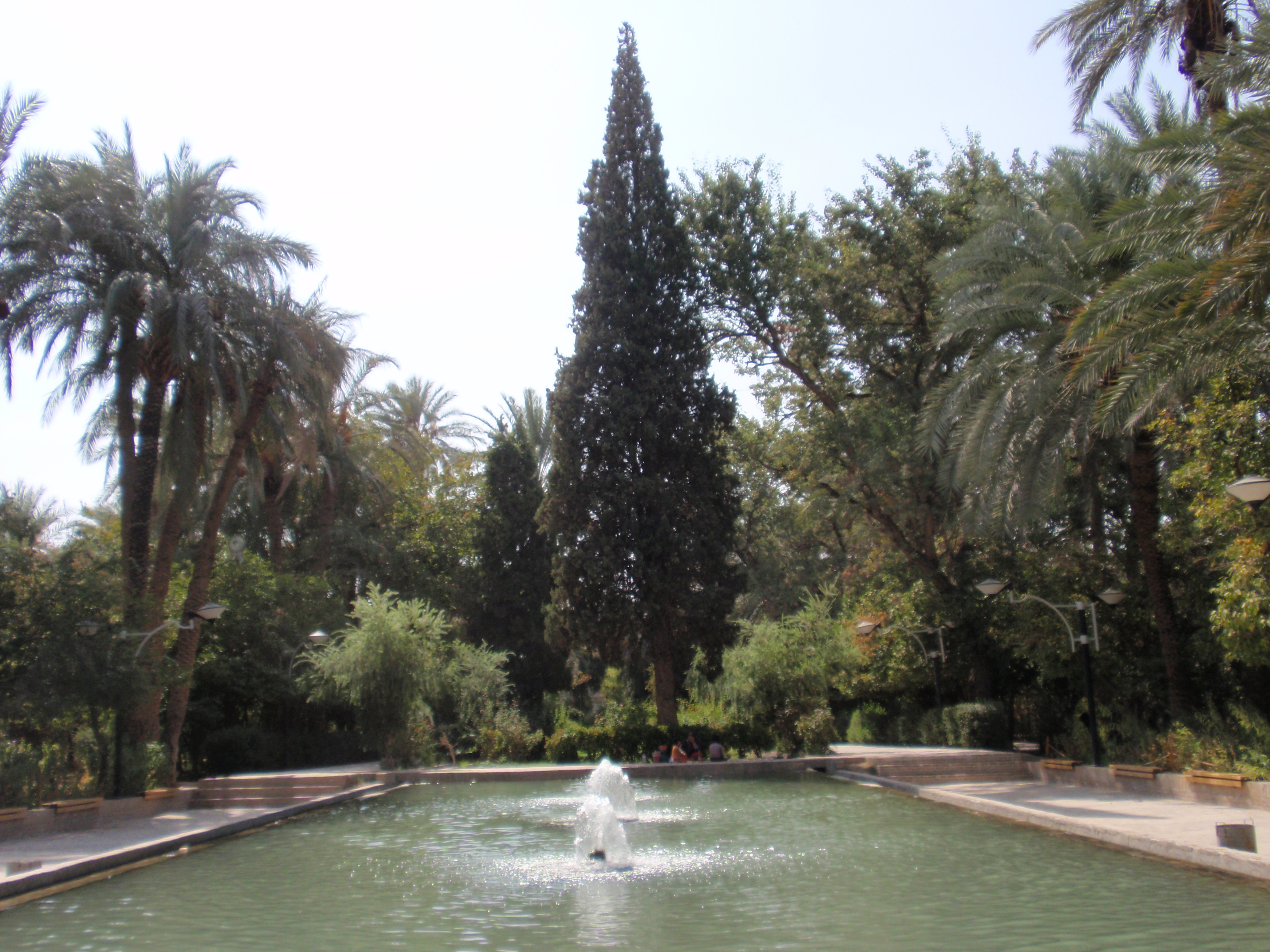
نمای درونی باغ
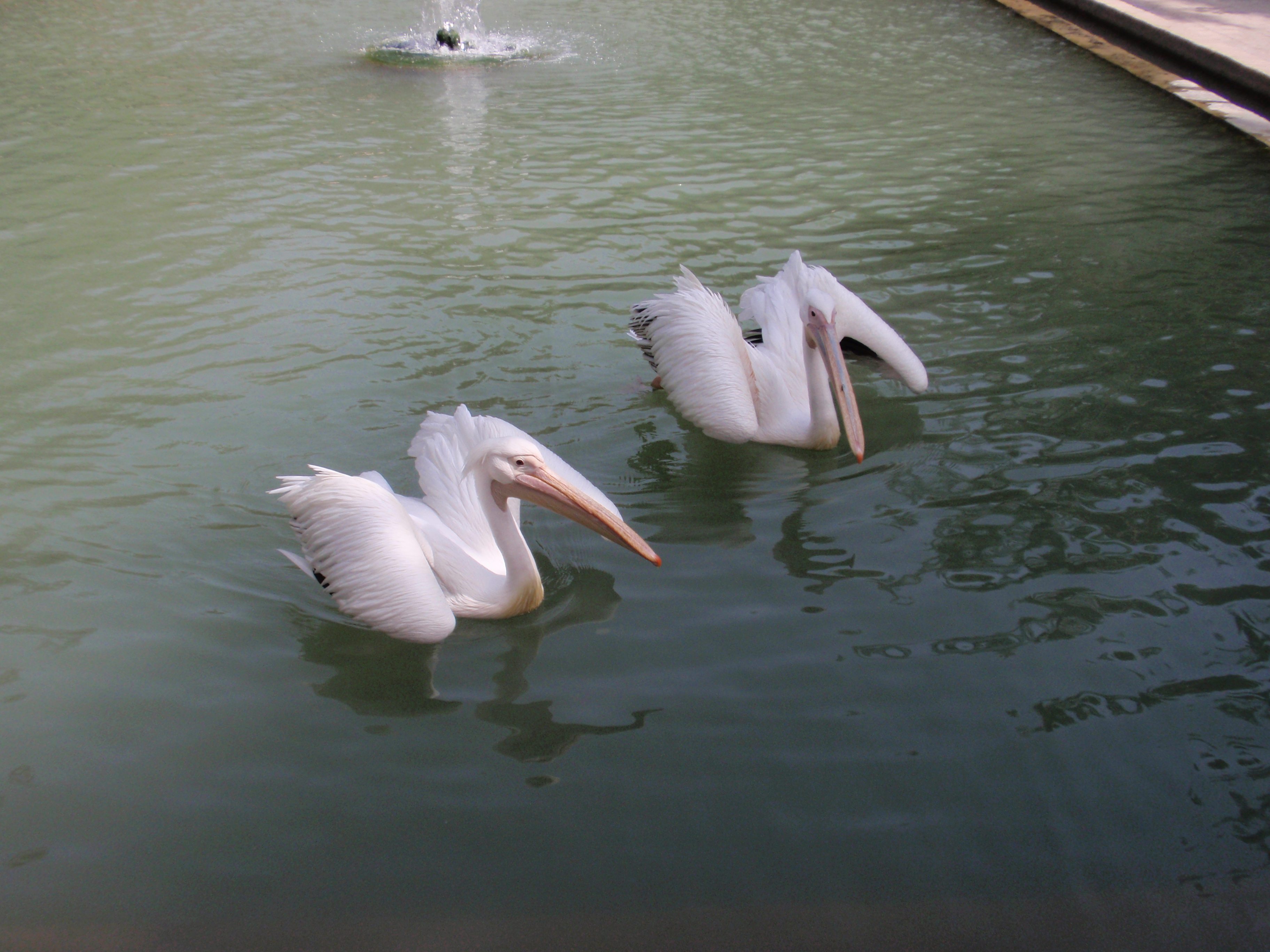
استخر باغ
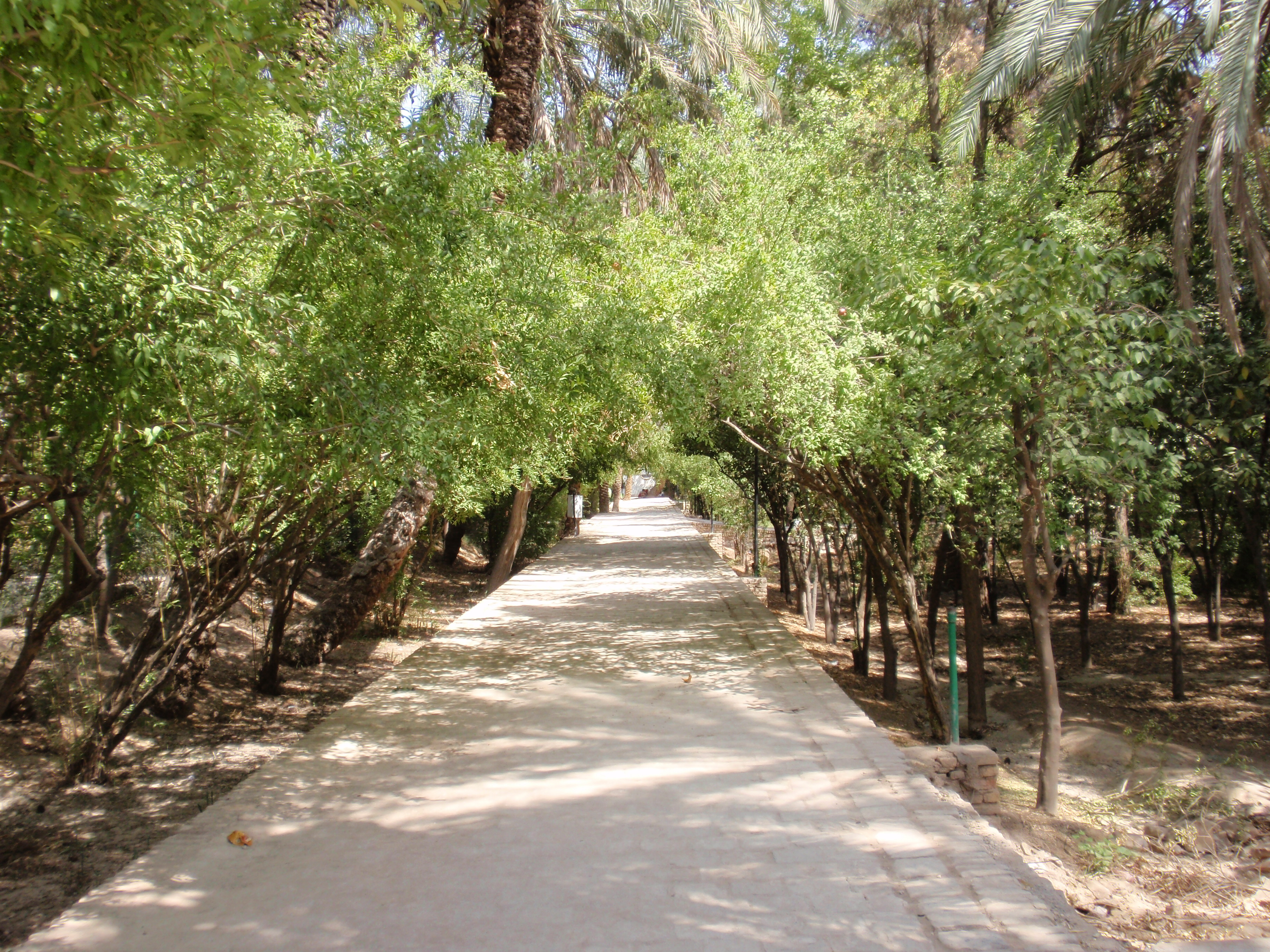
باغ گلشن
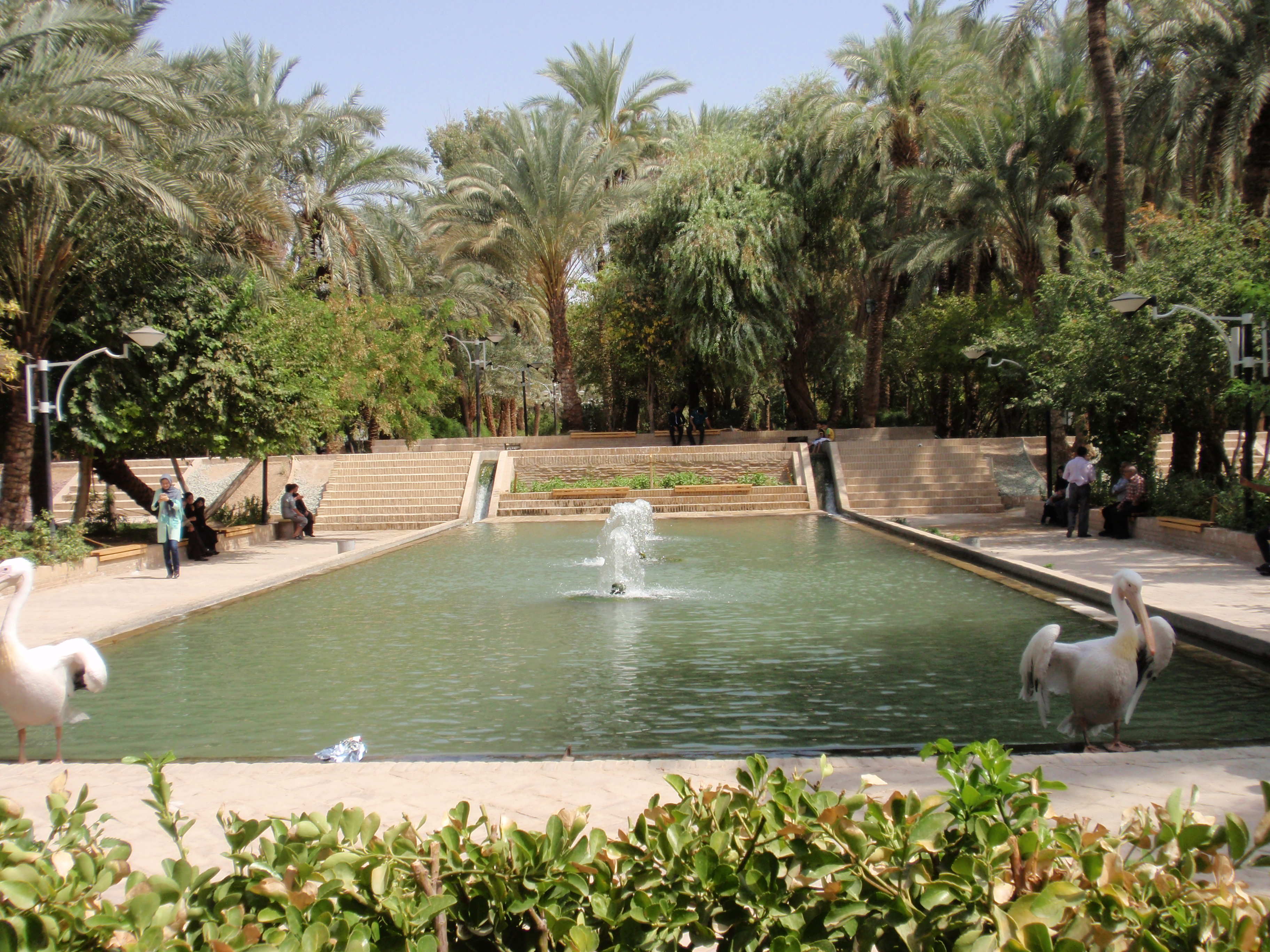
باغ گلشن
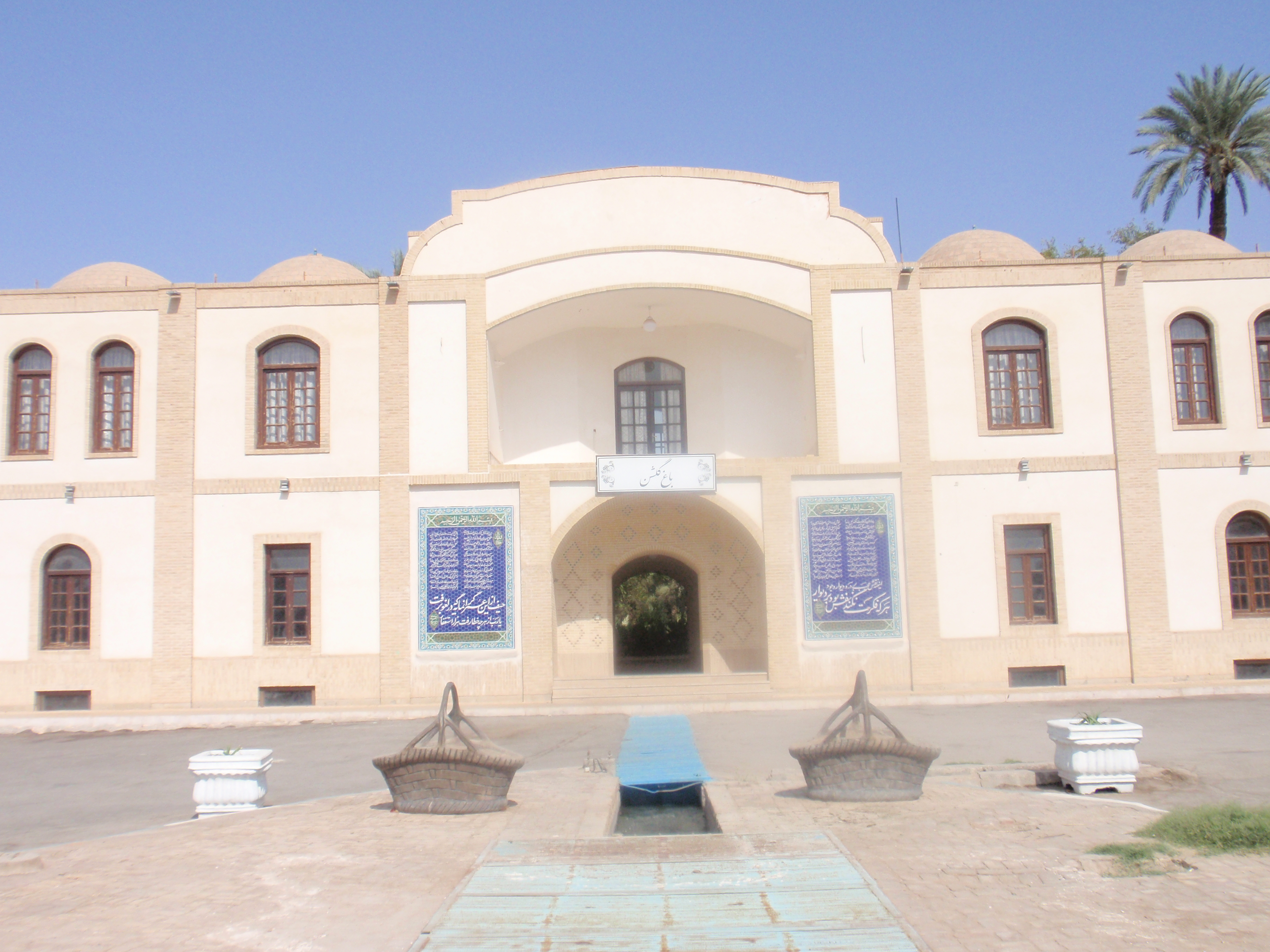
سر در باغ گلشن
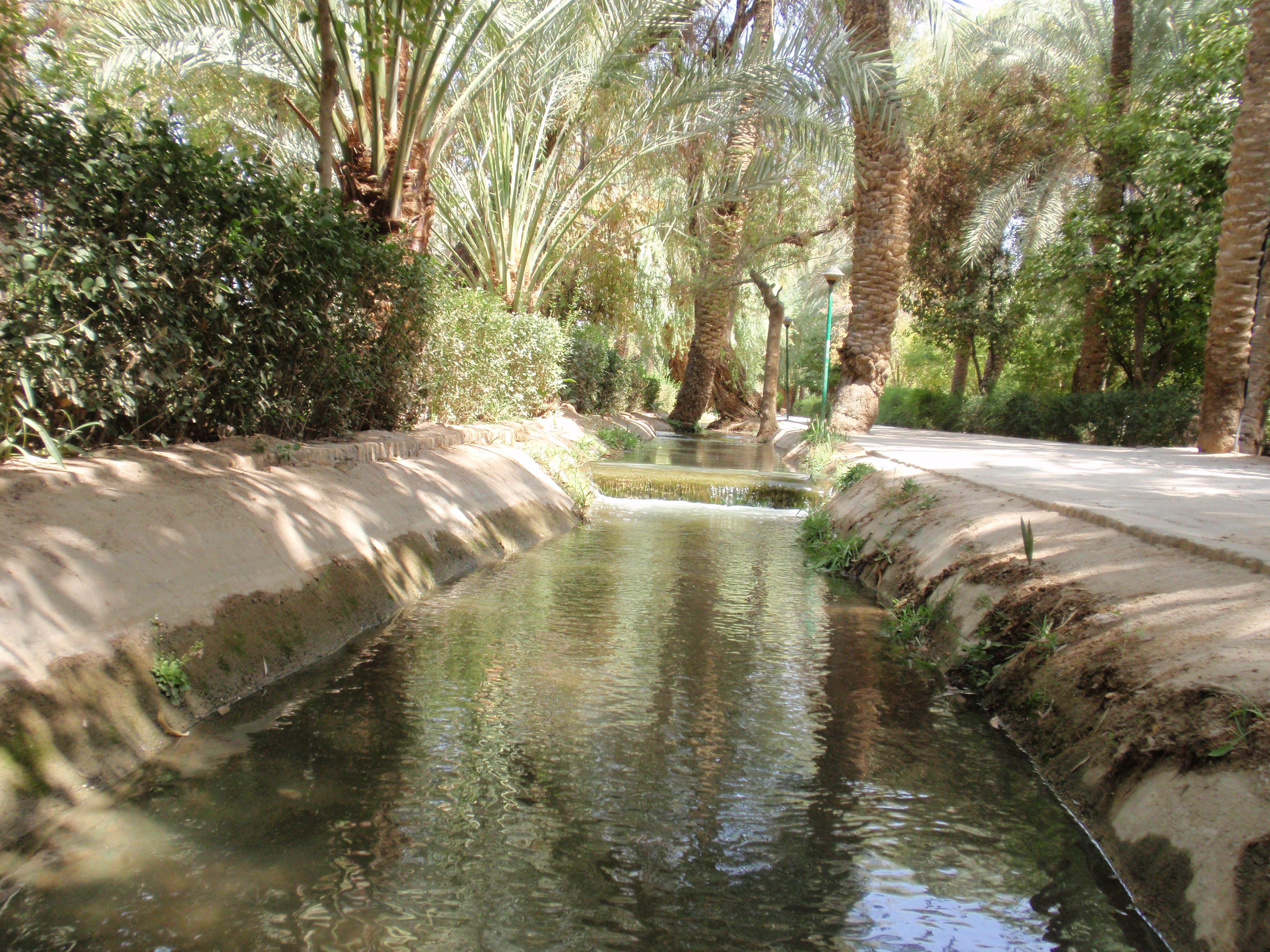
مسیر آب